# Liste des abbés territoriaux de Marie Secours des Chrétiens de Belmont
Liste des abbés territoriaux de Marie-Secours-des-Chrétiens de Belmont
(Territorialis Abbatia B. Mariae Auxiliatricis de Belmont)
L'abbaye de Marie-Secours-des-Chrétiens située à Belmont, dans l'État de Caroline du Nord, aux États-Unis, se voit confier un territoire diocésain le 8 juin 1910, détaché du vicariat apostolique de Caroline du Nord. L'abbé exerce à ce titre les fonctions d'évêque. Il en a le rang.
Ce territoire est rattaché en 1977 à l'évêché de Charlotte. L'abbaye subsiste en tant que simple institution régulière.

## Sont abbés territoriaux
- 8 juin 1910-† 24 juillet 1924 : Léo Haid (Léo Michaël Haid)
- 20 août 1924-† 5 novembre 1959 : Vincent Taylor (Vincent George Taylor)
- 25 novembre 1959-? 1970 : Walter Coggin (Walter Arthur Coggin)
- 2 mars 1970-? 1975 : Edmund McCaffrey (Edmund F. McCaffrey)
- 22 juillet 1975-? 1977 : Jude Cleary (Jude G. Cleary), reste abbé de Marie-Secours-des-Chrétiens de Belmont après le rattachement du territoire diocésain de l'abbaye à l'évêché de Charlotte.

## Sources
- L'Annuaire Pontifical, sur le site http://www.catholic-hierarchy.org, à la page